# Vacuna Corona
Vacuna Corona est une corona, formation géologique en forme de couronne, située sur la planète Vénus par 60,4° N et 96° E. Elle est localisée dans le quadrangle de Meskhent Tessera. Elle a été nommée en référence à Vacuna, déesse de la moisson en ancienne Italie. 

## Géographie et géologie
Vacuna Corona couvre une surface circulaire d'environ 448 km de diamètre. Cette formation fait partie des 59 coronae de plus de 400 km de diamètre sur la surface de Vénus.